# 국도 제B6호선 (나미비아)
국도 제B6호선(독일어: Nationalstraße B6, B6 Road)은 빈트후크에서 출발하여 고바비스를 거쳐 보츠와나 국경 인근 지역인 부이테포스까지 이어주는 총 연장 318 km의 거리를 이루는 나미비아의 일반 국도이다. 그래서 오마헤케주의 주도인 고바비스에서 국도 B6호선을 관통하고 있어, 중간에 거치는 지역으로는 시이스, 오미타라, 위트블레이 등이 있다. 또한 빈트후크 호세아 쿠타코 국제공항을 주요 연선으로 삼고 있다. 연혁을 살펴 보면 1910년대 당시 나미비아에 보유한 자동차는 고작 5대에  제1차 세계 대전 당시 남아공군을 배치하는 과정상 자동차 보유 대수가 크게 증가하는 것으로 보인다. 그 시기에는 소를 끌어다니는 수레길에 그친 것으로 보인다.